# Vlajka Moldavské sovětské socialistické republiky

Vlajka Moldavské SSSR (1952–1990)
Poměr stran: 1:2

Vlajka Moldavské SSSR (rubová strana)

Vlajka Moldavské sovětské socialistické republiky byla přijata 31. ledna 1952. Vlajka má tři vodorovné pruhy, červený, zelený (1/4) a červený, v kantonu je srp a kladivo. Jak definovalo prezidium Nejvyššího sovětu Moldavské sovětské socialistické republiky na popisu vlajky:
| „ | Státní vlajka Moldavské sovětské socialistické republiky se skládá z panelu červené barvy se zeleným pruhem uprostřed celé délky vlajky, s obrazem na vrcholu červené části vlajky od žerdi zlatým srpem a kladivem nad pěticípou rudou hvězdou orámovanou zlatým okrajem. Poměr šířky vlajky k její délce je 1:2, přičemž šířka zeleného pruhu k šířce vlajky je 1:4. | “ |

## Historie

### Moldavská ASSR
V letech 1924-1940 byla část Moldavska organizována jako Moldavská ASSR v rámci Ukrajinské SSR. V roce 1938 byla přijata červená vlajka se zlatým srpem a kladivem v levém horním rohu nad cyrilicí УРСР (ukrajinské iniciály Ukrajinské SSR) a latinkou RSSU (moldavské iniciály Ukrajinské SSR v latince). Moldavský text na vlajce byl později změněn na PCCУ (moldavské iniciály Ukrajinské SSR v cyrilici).

Vlajka Moldavské ASSR (1925-1932)
Vlajka Moldavské ASSR (1938)
Vlajka Moldavské ASSR (1938-1940)

### Moldavská SSR

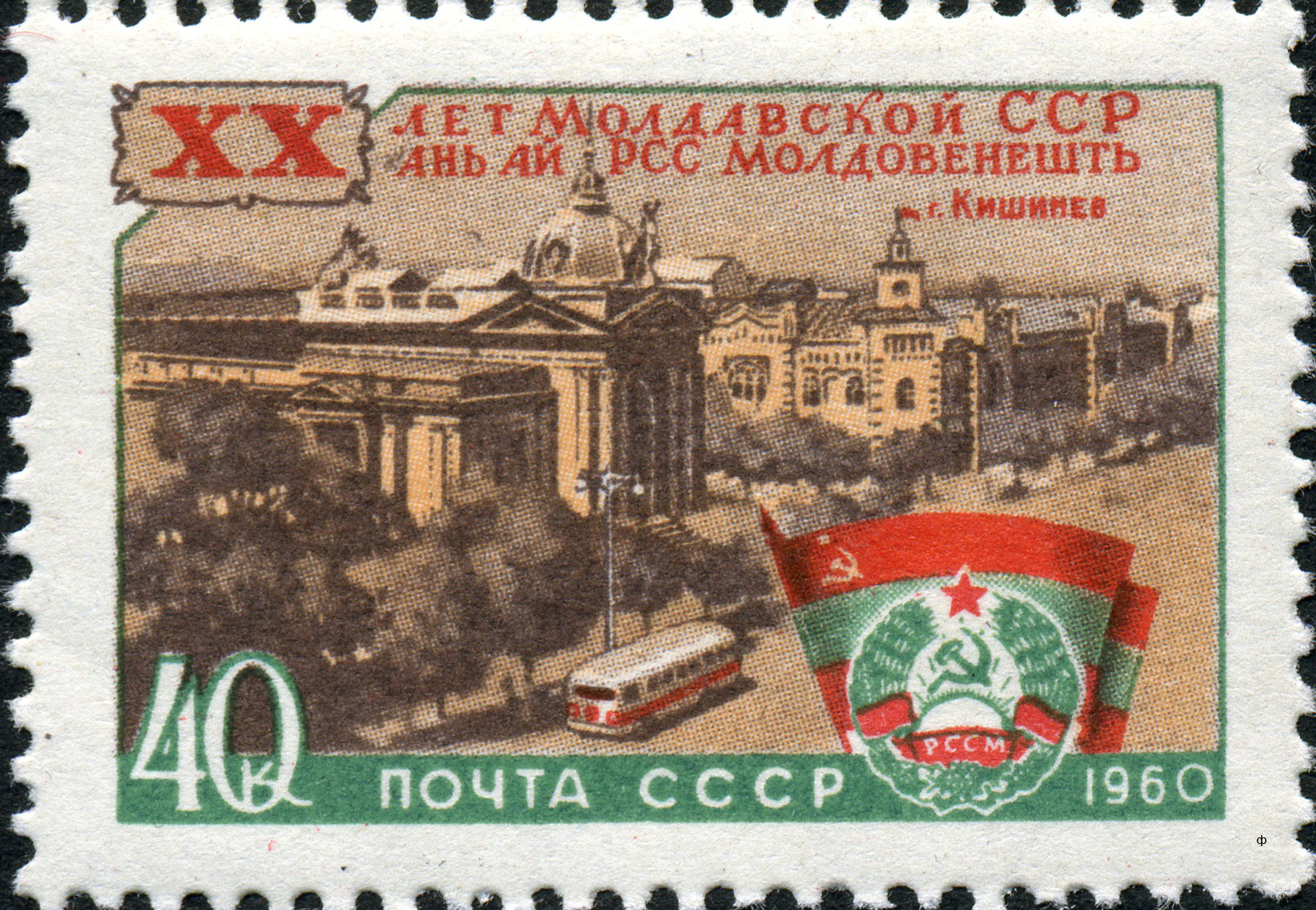
Vlajka Moldavské SSR na známce z roku 1960

V roce 1940 byla pro nově založenou Moldavskou sovětskou socialistickou republiku přijata červená vlajka se zlatým srpem a kladivem v levém horním rohu, nad nimiž byly zlatým písmem v serifu vyvedeny cyrilice РССМ (moldavské iniciály Moldavské SSR v cyrilici).

Vlajka Moldavské SSR (1940-1952)
Vlajka Moldavské SSR (1952–1990)

S nástupem perestrojky se v Moldavsku prosadil nacionalismus, do něhož se zapojila Lidová fronta Moldavska. Dne 27. dubna 1990 se nová vlajka Moldavské SSR skládala z rumunské trikolóry se znakem Moldavské SSR uprostřed. Bylo však rozhodnuto používat vlajku bez znaku, dokud nebudou vypracovány nové symboly. Když Moldavsko v červnu 1990 vyhlásilo suverenitu, byla 6. listopadu 1990 přijata nová vlajka, která je vlajkou Moldavska dodnes.

Neoficiální vlajka Moldavské SSR (1990, raný prototyp)
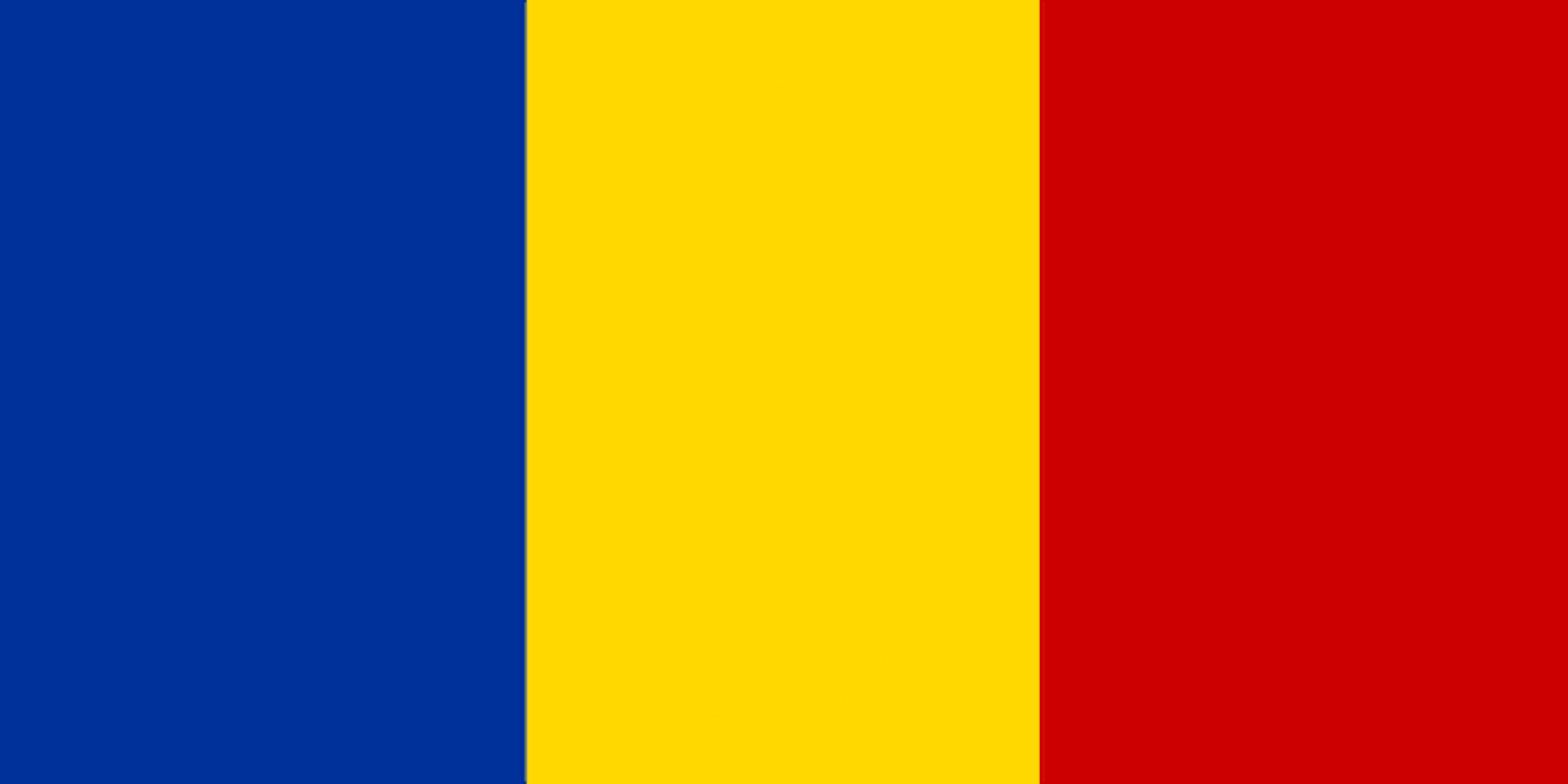
Vlajka Moldavské SSR (1990)
Vlajka Moldavské SSR (1990–1991)

## Využití v Podněstří
Vlajka z roku 1992 byla znovu přijata jako vlajka Podněstří, separatistického regionu, který OSN uznává jako území Moldavska.

Vlajka Podněstří